# Mîrovîci, Turiisk
Mîrovîci (în ucraineană Мировичі) este un sat în comuna Kulciîn din raionul Turiisk, regiunea Volînia, Ucraina.

## Demografie
Componența lingvistică a localității Mîrovîci
     Ucraineană (100%)
Conform recensământului din 2001, toată populația localității Mîrovîci era vorbitoare de ucraineană (100%).